# Qualificazioni al campionato europeo femminile di pallavolo 2019
Le qualificazioni al campionato europeo femminile di pallavolo 2019 si sono svolte dal 15 agosto 2018 al 9 gennaio 2019: al torneo hanno partecipato ventiquattro squadre nazionali europee e dodici si sono qualificate al campionato europeo 2019.

## Regolamento

### Formula
Le squadre hanno disputato una fase a gironi con formula del girone all'italiana, con gare di andata e ritorno: le prime due classificate di ogni girone si sono qualificate per il campionato europeo 2019.

### Criteri di classifica
Se il risultato finale è stato di 3-0 o 3-1 sono stati assegnati 3 punti alla squadra vincente e 0 a quella sconfitta, se il risultato finale è stato di 3-2 sono stati assegnati 2 punti alla squadra vincente e 1 a quella sconfitta.
L'ordine del posizionamento in classifica è stato definito in base a:
- Numero di partite vinte;
- Punti;
- Ratio dei set vinti/persi;
- Ratio dei punti realizzati/subiti;
- Risultati degli scontri diretti.

## Squadre partecipanti
| - Albania - Austria - Belgio - Bosnia ed Erzegovina - Croazia - Danimarca - Estonia - Finlandia | - Francia - Georgia - Grecia - Islanda - Israele - Lettonia - Montenegro - Norvegia | - Portogallo - Rep. Ceca - Romania - Slovenia - Spagna - Svezia - Svizzera - Ucraina |

## Torneo
| Girone A | Girone B | Girone C   | Girone D   | Girone E  |
| -------- | -------- | ---------- | ---------- | --------- |
| Belgio   | Albania  | Grecia     | Danimarca  | Estonia   |
| Islanda  | Austria  | Montenegro | Francia    | Finlandia |
| Israele  | Croazia  | Norvegia   | Georgia    | Rep. Ceca |
| Slovenia | Svizzera | Ucraina    | Portogallo | Svezia    |

| Girone F             |
| -------------------- |
| Bosnia ed Erzegovina |
| Lettonia             |
| Romania              |
| Spagna               |

### Girone A

#### Risultati
| 15 agosto 2018 Sportcampus Lange Munte, Courtrai Durata: 0h:59 - Spettatori: 1 150  | Belgio   | 3 - 0 | Islanda  | 25-4, 25-8, 25-10   |
| 15 agosto 2018 Športna Dvorana Ljudski Vrt, Maribor Durata: 1h:22 - Spettatori: 600 | Slovenia | 3 - 0 | Israele  | 25-19, 25-23, 25-22 |
| 19 agosto 2018 Metrowest Sport Palace, Raanana Durata: 0h:58 - Spettatori: 350      | Israele  | 0 - 3 | Belgio   | 11-25, 6-25, 11-25  |
| 19 agosto 2018 Digranes, Kópavogur Durata: 1h:08 - Spettatori: 550                  | Islanda  | 0 - 3 | Slovenia | 18-25, 16-25, 13-25 |
| 22 agosto 2018 Sporthal Arena, Deurne Durata: 1h:16 - Spettatori: 1 400             | Belgio   | 3 - 0 | Slovenia | 25-23, 25-16, 25-21 |
| 22 agosto 2018 Metrowest Sport Palace, Raanana Durata: 1h:10 - Spettatori: 280      | Israele  | 3 - 0 | Islanda  | 25-19, 25-20, 25-18 |
| 26 agosto 2018 Digranes, Kópavogur Durata: 1h:00 - Spettatori: 250                  | Islanda  | 0 - 3 | Israele  | 11-25, 12-25, 18-25 |
| 25 agosto 2018 Športna Dvorana Ljudski Vrt, Maribor Durata: 1h:12 - Spettatori: 600 | Slovenia | 0 - 3 | Belgio   | 17-25, 16-25, 23-25 |
| 6 gennaio 2019 Sportcampus Lange Munte, Courtrai Durata: 1h:20 - Spettatori: 1 485  | Belgio   | 3 - 0 | Israele  | 25-23, 25-13, 25-14 |
| 5 gennaio 2019 Športna Dvorana Ljudski Vrt, Maribor Durata: 0h:58 - Spettatori: 800 | Slovenia | 3 - 0 | Islanda  | 25-12, 25-11, 25-12 |
| 9 gennaio 2019 Digranes, Kópavogur Durata: 0h:50 - Spettatori: 250                  | Islanda  | 0 - 3 | Belgio   | 4-25, 7-25, 6-25    |
| 9 gennaio 2019 Metrowest Sport Palace, Raanana Durata: 1h:21 - Spettatori: 650      | Israele  | 0 - 3 | Slovenia | 17-25, 12-25, 23-25 |

#### Classifica
| Pos | Squadra  | Pt | G | V | P | SV | SP | Ratio | PF  | PS  | Ratio |
| --- | -------- | -- | - | - | - | -- | -- | ----- | --- | --- | ----- |
| 1   | Belgio   | 18 | 6 | 6 | 0 | 18 | 0  | MAX   | 450 | 233 | 1.931 |
| 2   | Slovenia | 12 | 6 | 4 | 2 | 12 | 6  | 2.000 | 416 | 348 | 1.195 |
| 3   | Israele  | 6  | 6 | 2 | 4 | 6  | 12 | 0.500 | 344 | 398 | 0.864 |
| 4   | Islanda  | 0  | 6 | 0 | 6 | 0  | 18 | 0.000 | 219 | 450 | 0.486 |

### Girone B

#### Risultati
| 15 agosto 2018 Športska Dvorana Sutinska Vrela, Zagabria Durata: 1h:05 - Spettatori: 160 | Croazia  | 3 - 0 | Albania  | 25-20, 25-14, 25-17               |
| 15 agosto 2018 Stadthalle, Steyr Durata: 1h:21 - Spettatori: 78                          | Austria  | 1 - 3 | Svizzera | 25-18, 13-25, 11-25, 19-25        |
| 19 agosto 2018 BetoncoupeArena, Schönenwerd Durata: 1h:47 - Spettatori: 1 100            | Svizzera | 1 - 3 | Croazia  | 25-22, 23-25, 21-25, 13-25        |
| 19 agosto 2018 Parku Olimpik Feti Borova, Tirana Durata: 1h:10 - Spettatori: 300         | Albania  | 0 - 3 | Austria  | 21-25, 16-25, 14-25               |
| 22 agosto 2018 Športska Dvorana Sutinska Vrela, Zagabria Durata: 1h:11 - Spettatori: 240 | Croazia  | 3 - 0 | Austria  | 25-21, 25-20, 25-14               |
| 22 agosto 2018 BetoncoupeArena, Schönenwerd Durata: 1h:10 - Spettatori: 480              | Svizzera | 3 - 0 | Albania  | 25-19, 25-23, 25-14               |
| 26 agosto 2018 Parku Olimpik Feti Borova, Tirana Durata: 1h:12 - Spettatori: 258         | Albania  | 0 - 3 | Svizzera | 19-25, 22-25, 10-25               |
| 25 agosto 2018 Sporthalle, Zwettl-Niederösterreich Durata: 1h:41 - Spettatori: 950       | Austria  | 1 - 3 | Croazia  | 25-21, 23-25, 21-25, 21-25        |
| 5 gennaio 2019 Dom odbojke Bojan Stranić, Zagabria Durata: 1h:10 - Spettatori: 500       | Croazia  | 3 - 0 | Svizzera | 25-19, 25-9, 25-22                |
| 5 gennaio 2019 Raiffeisen Sportpark, Graz Durata: 1h:03 - Spettatori: 2 132              | Austria  | 3 - 0 | Albania  | 25-13, 25-9, 25-20                |
| 9 gennaio 2019 Parku Olimpik Feti Borova, Tirana Durata: 0h:59 - Spettatori: 150         | Albania  | 0 - 3 | Croazia  | 15-25, 8-25, 14-25                |
| 9 gennaio 2019 BetoncoupeArena, Schönenwerd Durata: 1h:56 - Spettatori: 1 150            | Svizzera | 2 - 3 | Austria  | 25-23, 25-22, 20-25, 21-25, 15-17 |

#### Classifica
| Pos | Squadra  | Pt | G | V | P | SV | SP | Ratio | PF  | PS  | Ratio |
| --- | -------- | -- | - | - | - | -- | -- | ----- | --- | --- | ----- |
| 1   | Croazia  | 18 | 6 | 6 | 0 | 18 | 2  | 9.000 | 493 | 365 | 1.350 |
| 2   | Svizzera | 10 | 6 | 3 | 3 | 12 | 10 | 1.200 | 481 | 459 | 1.047 |
| 3   | Austria  | 8  | 6 | 3 | 3 | 11 | 11 | 1.000 | 475 | 463 | 1.025 |
| 4   | Albania  | 0  | 6 | 0 | 6 | 0  | 18 | 0.000 | 288 | 450 | 0.640 |

### Girone C

#### Risultati
| 15 agosto 2018 Palac sportu Junist', Zaporižžja Durata: 1h:05 - Spettatori: 1 550           | Ucraina    | 3 - 0 | Norvegia   | 25-16, 25-10, 25-19        |
| 15 agosto 2018 Palazzetto dello Sport, Volo Durata: 1h:10 - Spettatori: 300                 | Grecia     | 3 - 0 | Montenegro | 25-17, 25-20, 25-15        |
| 19 agosto 2018 Sportska dvorana Topolica, Antivari Durata: 1h:08 - Spettatori: 575          | Montenegro | 0 - 3 | Ucraina    | 18-25, 14-25, 17-25        |
| 18 agosto 2018 Kongstenhallen, Fredrikstad Durata: 1h:08 - Spettatori: 620                  | Norvegia   | 0 - 3 | Grecia     | 20-25, 19-25, 16-25        |
| 22 agosto 2018 Palac sportu Junist', Zaporižžja Durata: 1h:08 - Spettatori: 1 400           | Ucraina    | 0 - 3 | Grecia     | 18-25, 19-25, 19-25        |
| 22 agosto 2018 Sportska dvorana Topolica, Antivari Durata: 1h:32 - Spettatori: 235          | Montenegro | 3 - 1 | Norvegia   | 25-17, 25-12, 12-25, 27-25 |
| 25 agosto 2018 Kongstenhallen, Fredrikstad Durata: 1h:18 - Spettatori: 400                  | Norvegia   | 0 - 3 | Montenegro | 15-25, 22-25, 21-25        |
| 25 agosto 2018 Palazzetto dello Sport, Volo Durata: 1h:07 - Spettatori: 1 000               | Grecia     | 3 - 0 | Ucraina    | 25-22, 25-22, 25-12        |
| 5 gennaio 2019 Palac sportu Junist', Zaporižžja Durata: 1h:17 - Spettatori: 1 150           | Ucraina    | 3 - 0 | Montenegro | 25-22, 25-21, 25-21        |
| 6 gennaio 2019 Municipality Stadium, Markopoulo Mesogaias Durata: 1h:12 - Spettatori: 1 000 | Grecia     | 3 - 0 | Norvegia   | 25-20, 25-13, 25-22        |
| 9 gennaio 2019 Ekeberghallen, Oslo Durata: 1h:28 - Spettatori: 220                          | Norvegia   | 1 - 3 | Ucraina    | 22-25, 25-18, 22-25, 11-25 |
| 9 gennaio 2019 Mediteranski Sportski Centar, Budua Durata: 1h:11 - Spettatori: 300          | Montenegro | 3 - 0 | Grecia     | 17-25, 21-25, 12-25        |

#### Classifica
| Pos | Squadra    | Pt | G | V | P | SV | SP | Ratio | PF  | PS  | Ratio |
| --- | ---------- | -- | - | - | - | -- | -- | ----- | --- | --- | ----- |
| 1   | Grecia     | 18 | 6 | 6 | 0 | 18 | 0  | MAX   | 450 | 324 | 1.388 |
| 2   | Ucraina    | 12 | 6 | 4 | 2 | 12 | 7  | 1.714 | 430 | 388 | 1.108 |
| 3   | Montenegro | 6  | 6 | 2 | 4 | 6  | 13 | 0.461 | 379 | 437 | 0.867 |
| 4   | Norvegia   | 2  | 6 | 0 | 6 | 2  | 18 | 0.111 | 372 | 482 | 0.771 |

### Girone D

#### Risultati
| 15 agosto 2018 Gymnase Le Phare, Belfort Durata: 1h:12 - Spettatori: 1 350                | Francia    | 3 - 0 | Danimarca  | 25-18, 25-14, 25-21               |
| 15 agosto 2018 New Volleyball Arena, Tbilisi Durata: 1h:03 - Spettatori: 300              | Georgia    | 0 - 3 | Portogallo | 11-25, 11-25, 16-25               |
| 19 agosto 2018 Centro de Desportos, Matosinhos Durata: 1h:11 - Spettatori: 300            | Portogallo | 0 - 3 | Francia    | 24-26, 18-25, 12-25               |
| 18 agosto 2018 Sportscenter Ikast, Ikast-Brande Durata: 1h:44 - Spettatori: 300           | Danimarca  | 1 - 3 | Georgia    | 25-21, 17-25, 18-25, 23-25        |
| 22 agosto 2018 Gymnase Le Phare, Belfort Durata: 1h:08 - Spettatori: 1 720                | Francia    | 3 - 0 | Georgia    | 25-21, 25-22, 25-13               |
| 22 agosto 2018 Forum Braga, Braga Durata: 1h:27 - Spettatori: 510                         | Portogallo | 3 - 0 | Danimarca  | 26-24, 25-21, 25-16               |
| 25 agosto 2018 Holte-Hallen, Rudersdal Durata: 1h:19 - Spettatori: 280                    | Danimarca  | 0 - 3 | Portogallo | 14-25, 23-25, 21-25               |
| 25 agosto 2018 New Volleyball Arena, Tbilisi Durata: 1h:08 - Spettatori: 110              | Georgia    | 0 - 3 | Francia    | 16-25, 17-25, 16-25               |
| 5 gennaio 2019 Gymnase Le Phare, Belfort Durata: 1h:25 - Spettatori: 1 015                | Francia    | 3 - 0 | Portogallo | 28-26, 26-24, 25-23               |
| 5 gennaio 2019 New Volleyball Arena, Tbilisi Durata: 1h:53 - Spettatori: 200              | Georgia    | 2 - 3 | Danimarca  | 14-25, 25-21, 25-20, 19-25, 11-15 |
| 9 gennaio 2019 Antvorskovhallen, Slagelse Durata: 1h:35 - Spettatori: 2 055               | Danimarca  | 1 - 3 | Francia    | 25-22, 20-25, 15-25, 12-25        |
| 9 gennaio 2019 Pavilhão Multiusos de Gondomar, Gondomar Durata: 1h:06 - Spettatori: 1 000 | Portogallo | 3 - 0 | Georgia    | 25-19, 25-23, 25-12               |

#### Classifica
| Pos | Squadra    | Pt | G | V | P | SV | SP | Ratio  | PF  | PS  | Ratio |
| --- | ---------- | -- | - | - | - | -- | -- | ------ | --- | --- | ----- |
| 1   | Francia    | 18 | 6 | 6 | 0 | 18 | 1  | 18.000 | 477 | 357 | 1.336 |
| 2   | Portogallo | 12 | 6 | 4 | 2 | 12 | 6  | 2.000  | 428 | 366 | 1.169 |
| 3   | Georgia    | 4  | 6 | 1 | 5 | 5  | 16 | 0.312  | 387 | 489 | 0.791 |
| 4   | Danimarca  | 2  | 6 | 1 | 5 | 5  | 17 | 0.294  | 433 | 513 | 0.844 |

### Girone E

#### Risultati
| 15 agosto 2018 Palazzetto dello Sport, Jablonec nad Nisou Durata: 1h:54 - Spettatori: 1 300 | Rep. Ceca | 2 - 3 | Svezia    | 25-19, 22-25, 25-15, 20-25, 7-15  |
| 15 agosto 2018 Kalevi Spordihall, Tallinn Durata: 1h:55 - Spettatori: 400                   | Estonia   | 2 - 3 | Finlandia | 25-15, 25-20, 23-25, 20-25, 7-15  |
| 18 agosto 2018 Salohalli, Salo Durata: 1h:54 - Spettatori: 1 204                            | Finlandia | 3 - 2 | Rep. Ceca | 19-25, 25-15, 21-25, 25-23, 15-8  |
| 19 agosto 2018 Idrottshuset, Örebro Durata: 1h:34 - Spettatori: 780                         | Svezia    | 1 - 3 | Estonia   | 23-25, 23-25, 25-16, 17-25        |
| 22 agosto 2018 Palazzetto dello Sport, Jablonec nad Nisou Durata: 1h:12 - Spettatori: 1 200 | Rep. Ceca | 3 - 0 | Estonia   | 25-23, 25-12, 25-19               |
| 22 agosto 2018 Salohalli, Salo Durata: 1h:34 - Spettatori: 2 200                            | Finlandia | 3 - 1 | Svezia    | 20-25, 25-15, 26-24, 25-14        |
| 25 agosto 2018 Sporthall Umeå, Umeå Durata: 1h:10 - Spettatori: 1 050                       | Svezia    | 0 - 3 | Finlandia | 14-25, 25-27, 19-25               |
| 25 agosto 2018 Kalevi Spordihall, Tallinn Durata: 2h:06 - Spettatori: 460                   | Estonia   | 3 - 2 | Rep. Ceca | 25-15, 26-24, 24-26, 16-25, 16-14 |
| 5 gennaio 2019 Sportovní hala, Jindřichův Hradec Durata: 1h:52 - Spettatori: 1 500          | Rep. Ceca | 3 - 2 | Finlandia | 25-17, 20-25, 18-25, 25-19, 15-9  |
| 5 gennaio 2019 Tartu Ülikooli Spordihoone, Tartu Durata: 1h:50 - Spettatori: 2 330          | Estonia   | 3 - 1 | Svezia    | 19-25, 25-23, 25-17, 25-23        |
| 9 gennaio 2019 Eriksdalshallen, Stoccolma Durata: 1h:14 - Spettatori: 1 100                 | Svezia    | 0 - 3 | Rep. Ceca | 20-25, 24-26, 18-25               |
| 9 gennaio 2019 Elenia Areena, Hämeenlinna Durata: 1h:30 - Spettatori: 1 109                 | Finlandia | 1 - 3 | Estonia   | 20-25, 25-15, 14-25, 17-25        |

#### Classifica
| Pos | Squadra   | Pt | G | V | P | SV | SP | Ratio | PF  | PS  | Ratio |
| --- | --------- | -- | - | - | - | -- | -- | ----- | --- | --- | ----- |
| 1   | Estonia   | 12 | 6 | 4 | 2 | 14 | 11 | 1.272 | 536 | 531 | 1.009 |
| 2   | Finlandia | 11 | 6 | 4 | 2 | 15 | 11 | 1.363 | 549 | 525 | 1.045 |
| 3   | Rep. Ceca | 11 | 6 | 3 | 3 | 15 | 11 | 1.363 | 553 | 522 | 1.059 |
| 4   | Svezia    | 2  | 6 | 1 | 5 | 6  | 17 | 0.352 | 473 | 533 | 0.887 |

### Girone F

#### Risultati
| 15 agosto 2018 Sala Polivalentă Oltenia, Craiova Durata: 2h:06 - Spettatori: 125       | Romania              | 2 - 3 | Bosnia ed Erzegovina | 25-21, 26-24, 23-25, 19-25, 11-15 |
| 15 agosto 2018 Zemgales Olimpiskais centrs, Jelgava Durata: 1h:18 - Spettatori: 500    | Lettonia             | 0 - 3 | Spagna               | 24-26, 21-25, 13-25               |
| 19 agosto 2018 Palacio Multiusos, Guadalajara Durata: 1h:23 - Spettatori: 250          | Spagna               | 0 - 3 | Romania              | 21-25, 23-25, 22-25               |
| 18 agosto 2018 Kulturno-sportski centar Kakanj, Kakanj Durata: 1h:08 - Spettatori: 800 | Bosnia ed Erzegovina | 3 - 0 | Lettonia             | 25-8, 25-16, 25-16                |
| 22 agosto 2018 Sala Polivalentă Oltenia, Craiova Durata: 1h:13 - Spettatori: 130       | Romania              | 3 - 0 | Lettonia             | 25-11, 25-18, 25-22               |
| 22 agosto 2018 Palacio Multiusos, Guadalajara Durata: 1h:25 - Spettatori: 275          | Spagna               | 3 - 0 | Bosnia ed Erzegovina | 34-32, 25-19, 25-12               |
| 26 agosto 2018 Sportska dvorana Lukavac, Lukavac Durata: 1h:55 - Spettatori: 1 400     | Bosnia ed Erzegovina | 1 - 3 | Spagna               | 19-25, 15-25, 25-23, 21-25        |
| 26 agosto 2018 Zemgales Olimpiskais centrs, Jelgava Durata: 0h:59 - Spettatori: 300    | Lettonia             | 0 - 3 | Romania              | 13-25, 13-25, 15-25               |
| 5 gennaio 2019 Sala Polivalenta, Alexandria Durata: 2h:01 - Spettatori: 2 030          | Romania              | 2 - 3 | Spagna               | 25-22, 16-25, 23-25, 25-21, 13-15 |
| 5 gennaio 2019 Zemgales Olimpiskais centrs, Jelgava Durata: 1h:09 - Spettatori: 500    | Lettonia             | 0 - 3 | Bosnia ed Erzegovina | 22-25, 14-25, 19-25               |
| 9 gennaio 2019 Sportska dvorana Lukavac, Lukavac Durata: 1h:55 - Spettatori: 1 230     | Bosnia ed Erzegovina | 2 - 3 | Romania              | 17-25, 25-19, 25-21, 17-25, 9-15  |
| 9 gennaio 2019 Palacio Multiusos, Guadalajara Durata: 1h:07 - Spettatori: 600          | Spagna               | 3 - 0 | Lettonia             | 25-13, 25-19, 25-22               |

#### Classifica
| Pos | Squadra              | Pt | G | V | P | SV | SP | Ratio | PF  | PS  | Ratio |
| --- | -------------------- | -- | - | - | - | -- | -- | ----- | --- | --- | ----- |
| 1   | Spagna               | 14 | 6 | 5 | 1 | 15 | 6  | 2.500 | 507 | 432 | 1.173 |
| 2   | Romania              | 13 | 6 | 4 | 2 | 16 | 8  | 2.000 | 536 | 469 | 1.142 |
| 3   | Bosnia ed Erzegovina | 9  | 6 | 3 | 3 | 12 | 11 | 1.090 | 496 | 486 | 1.020 |
| 4   | Lettonia             | 0  | 6 | 0 | 6 | 0  | 18 | 0.000 | 299 | 451 | 0.663 |

## Squadre qualificate
| Squadra    | Qualificazione  |
| ---------- | --------------- |
| Belgio     | 1ª nel girone A |
| Croazia    | 1ª nel girone B |
| Estonia    | 1ª nel girone E |
| Finlandia  | 2ª nel girone E |
| Francia    | 1ª nel girone D |
| Grecia     | 1ª nel girone C |
| Portogallo | 2ª nel girone D |
| Romania    | 2ª nel girone F |
| Slovenia   | 2ª nel girone A |
| Spagna     | 1ª nel girone F |
| Svizzera   | 2ª nel girone B |
| Ucraina    | 2ª nel girone C |